# زليمخان بكاييف
زليمخان جابرايلوفيتش باكاييف (بالروسية: Зелимхан Джабраилович Бакаев) هو لاعب كرة قدم روسي في مركز الوسط ولد في يوم 1 يوليو 1996 في مدينة موسكو، يلعب حالياً مع كمعار من ، لعب مع منتخب روسيا تحت 21 سنة لكرة القدم ويبلغ طوله 179 سم، شقيقه الأصغر سلطمراد بكاييف هو لاعب كرة قدم أيضاً ويلعب مع نادي سبارتاك موسكو الرديف و نادي سبارتاك موسكو و نادي أرسنال تولا وزينيت سانت بطرسبرغ ونادي الوحدة الإماراتي.

## روابط خارجية
- زليمخان بكاييف على موقع الاتحاد الأوربي (الإنجليزية)
- زليمخان بكاييف على موقع قاعدة بيانات كرة القدم.إي يو (الإنجليزية)
- زليمخان بكاييف على موقع ناشيونال فوتبول تيمز (الإنجليزية)
- زليمخان بكاييف على موقع Soccerway.com (الإنجليزية)
- زليمخان بكاييف على موقع عالم كرة القدم.نت (الإنجليزية)